# Erik Durm
Erik Durm (* 12. Mai 1992 in Pirmasens) ist ein deutscher Fußballspieler. Er spielt vorwiegend als rechter, seltener als linker Außenverteidiger. Seine größten Erfolge auf Vereinsebene sind der Gewinn des DFB-Pokals mit Borussia Dortmund (2017) und der Europa League mit Eintracht Frankfurt (2022). Mit der deutschen Nationalmannschaft, für die er siebenmal zum Einsatz kam, wurde er 2014 in Brasilien Weltmeister. Im Jahre 2024 beendete er seine Profikarriere.

## Privates
Durm wuchs im pfälzischen Rieschweiler-Mühlbach auf. Er ist verheiratet und hat drei Kinder. Die Familie lebt in Thaleischweiler-Fröschen. Durm ist mit zwei Freunden im Immobiliengeschäft tätig.

## Karriere

### Verein

#### Anfänge
Durm begann mit dem Fußballspielen 1997 bei der SG Rieschweiler und wechselte 2007 zum 1. FC Saarbrücken. Dort half er noch als B-Jugendlicher in der A-Jugend aus. In der A-Jugend wurde Durm mit 13 Toren Torschützenkönig der Regionalliga 2009/10.
Im Juli 2010 wechselte er in die Jugendabteilung des 1. FSV Mainz 05 und gewann den A-Jugend-Verbandspokal 2010/11. In der A-Jugend kam er in der Saison in 25 Spielen auf 16 Tore.  Noch als A-Jugendlicher absolvierte er am 4. Dezember 2010 gegen die SV Elversberg sein Debüt in der zweiten Mannschaft des FSV. Dies blieb sein einziger Einsatz in der Saison 2010/11 bei der zweiten Mannschaft. In der Saison 2011/12 stand Durm im Kader der U23-Mannschaft der Mainzer und erzielte sieben Treffer in den ersten zehn Spielen. Am 7. Spieltag erzielte er beim 3:0-Auswärtssieg bei Eintracht Trier zwei Tore. Nachdem er in der Hinrunde neun Tore erzielt hatte, traf er in der Rückrunde noch viermal. Im Januar 2012 machte ihm der FSV ein Angebot für einen Profivertrag, das er jedoch noch nicht annahm, da auch die zweite Mannschaft von Borussia Dortmund Interesse an einer Verpflichtung zeigte.

#### Borussia Dortmund
Zur Saison 2012/13 wechselte Durm zur zweiten Mannschaft von Borussia Dortmund in die 3. Liga. Er trainierte in der Vorbereitung zusammen mit den Profis. Am 21. Juli 2012 absolvierte er bei der 0:2-Auftaktniederlage beim VfL Osnabrück sein Debüt in der 3. Liga.
Am 10. August 2013 debütierte Durm am ersten Spieltag der Saison 2013/14 in der Bundesliga, als er beim 4:0-Auswärtssieg gegen den FC Augsburg in der 87. Spielminute für Robert Lewandowski eingewechselt wurde. Sein Debüt im Europapokal gab er am 1. Oktober 2013 beim 3:0-Heimsieg in der Gruppenphase der UEFA Champions League gegen den französischen Klub Olympique Marseille, bei dem er das 1:0 von Robert Lewandowski vorbereitete. In dieser Zeit etablierte er sich als Stammspieler beim BVB. Am 9. Mai 2015 erzielte Durm beim 2:0-Sieg gegen Hertha BSC am 31. Spieltag mit dem Treffer zum Endstand in der 47. Minute sein erstes Tor in der Bundesliga. Wegen einer Verletzung im linken Knie mit anschließender Operation bestritt er in der Hinrunde Saison 2015/16 kein Pflichtspiel. Am 23. Januar 2016 gab er beim 3:1-Auswärtssieg gegen Borussia Mönchengladbach sein Pflichtspielcomeback. Nach anhaltenden Beschwerden im rechten Knie unterzog sich Durm im Sommer 2016 einer erneuten Operation und fiel für mehr als zwei Monate aus. Im Sommer 2017 hatten sich der BVB und der VfB Stuttgart bereits über einen Wechsel Durms geeinigt, der jedoch nach medizinischen Bedenken seitens der VfB-Ärzte nicht zustande kam. Durm litt an einer Hüftverletzung, die später eine Operation nach sich zog. Wegen eines anschließenden Außenbandrisses im Sprunggelenk verpasste Durm die Saison 2017/18 fast komplett.

#### Huddersfield Town
Zur Saison 2018/19 wechselte Durm in die Premier League zu Huddersfield Town, unter dessen Trainer David Wagner er bereits in der Saison 2012/13 für Borussia Dortmund II gespielt hatte. Er unterzeichnete einen bis 2019 laufenden Vertrag.

#### Eintracht Frankfurt
Nach dem Abstieg der Mannschaft verließ er Huddersfield Town und schloss sich ablösefrei Eintracht Frankfurt an. Da er in den Planungen des Cheftrainers Adi Hütter allerdings kaum eine Rolle spielte, stand Durm zunächst nur selten im Kader und absolvierte in seiner ersten Bundesligasaison seit dem Abschied vom BVB nur neun Partien im Trikot der Hessen. In der Folge dachte der Außenverteidiger immer wieder laut über einen Wechsel nach. Er verblieb schließlich in Frankfurt, insbesondere da er in der Spielzeit 2020/21 weitaus häufiger zum Einsatz kam und wegen guter Leistungen zeitweise sogar zum Kreis der unangefochtenen Stammspieler zählte. Unter Frankfurts neuem Trainer Oliver Glasner kam der Außenverteidiger zu Beginn der Saison 2021/22 zu einigen Einsätzen in Frankfurts Viererkette, spielte nach einer Systemumstellung jedoch keine Rolle mehr und absolvierte seinen letzten Pflichtspieleinsatz der Saison im November 2021. Am 18. Mai 2022 gewann er mit seiner Mannschaft das Finale der Europa League gegen die Glasgow Rangers.

#### 1. FC Kaiserslautern
Zur Saison 2022/23 kehrte Durm in seine pfälzische Heimat zurück und schloss sich in der 2. Bundesliga dem Aufsteiger 1. FC Kaiserslautern an. In der Hinrunde war er Stammspieler und wurde sowohl auf der linken, als auch auf der rechten Abwehrseite eingesetzt. In der Rückrunde kam er dagegen nur unregelmäßig zu Startelfeinsätzen. Ende Januar 2024 beendete Durm gesundheitsbedingt seine Profikarriere.

#### SG Rieschweiler
Seit der Saison 2024/25 spielt Durm für seinen Heimatverein SG Rieschweiler in der Landesliga.

### Nationalmannschaft
Durm spielte im Jahr 2011 für die deutsche U19- und U20-Nationalmannschaft. Sein Debüt in der U19-Nationalmannschaft absolvierte er am 31. Mai 2011 beim 3:0-Sieg gegen Ungarn und erzielte dabei zwei Tore. Am 12. November 2011 folgte sein Debüt für die deutsche U20 gegen Polen (0:1). Am 13. August 2013 gab er sein Debüt für die U21-Nationalmannschaft beim 0:0-Unentschieden gegen Frankreich.
Am 1. Juni 2014 absolvierte Durm gegen Kamerun sein A-Länderspieldebüt und wurde anschließend in den endgültigen Kader der deutschen A-Nationalmannschaft für die Weltmeisterschaft in Brasilien aufgenommen, die das Turnier gewann. Neben Matthias Ginter und Kevin Großkreutz blieb er als einer von drei Feldspielern ohne Einsatz. Sein siebtes und letztes Länderspiel absolvierte Durm am 18. November 2014 gegen Spanien.

## Titel und Erfolge

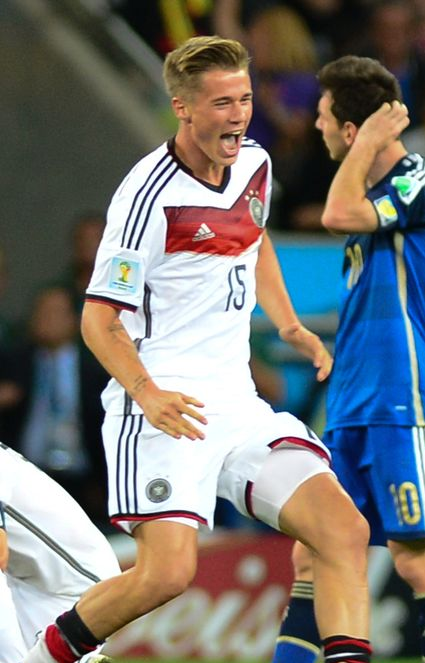
Durm nach dem Schlusspfiff des WM-Finals 2014

### Nationalmannschaft
- Weltmeister: 2014 (ohne Einsatz)

### Vereine
International
- Europa-League-Sieger: 2022

National
- DFB-Pokal-Sieger: 2017
- DFL-Supercup-Sieger: 2013 (ohne Einsatz), 2014
- A-Junioren-Verbandspokal-Sieger des Südwestdeutschen Fußballverbands: 2011

### Auszeichnungen
- Torschützenkönig der A-Junioren-Regionalliga: 2009/10
- Kicker-Newcomer des Jahres: 2014